# Arboretum des Grands-Murcins
L’arboretum des Grands-Murcins, d’une superficie de 3 hectares, est situé dans la Loire dans la commune d’Arcon, à une altitude de 760 m. Depuis février 2011, il est la propriété de la CCCR (Communauté de communes de la Côte roannaise et de la CCOR (Communauté de communes de l'Ouest Roannais) puis depuis 2013 par Roannais Agglomération. Sa gestion scientifique est confiée à l'association des Amis des arbres de la Loire et de l'arboretum des Grands Murcins. Il est enregistré sur le site international des Jardins Botaniques (BGCI). Environ 400 essences y sont représentées.
Cet arboretum fut créé en 1936 par l’association des Amis des Arbres de la Loire et par la Caisse d’Epargne de Roanne. Sa vocation était initialement l’étude de nouvelles essences forestières en vue du reboisement de la région (arboretum forestier). C'est le directeur de la Caisse d'Epargne de Roanne de l'époque, M. Burdin, qui avait été à l'origine de cet arboretum; son intention était que les enfants des employés puissent avoir un lieu à la campagne où passer leurs vacances.
En 1992, une extension de l'arboretum a été créée (arboretum N°2). Celle-ci comporte un certain nombre d'essences feuillues, avec notamment une collection importante de Sorbiers et Alisiers (genre Sorbus) : 26 espèces et quelques hybrides.
L’arboretum est ouvert au public. On peut y visiter également une carpothèque (collection de graines).